# Timóteo
Timóteo là một đô thị thuộc bang Minas Gerais, Brasil. Đô thị này có diện tích 145,159 km², dân số năm 2007 là 76092 người, mật độ 524,2 người/km².